# 山口智子
山口 智子（やまぐち ともこ、1964年〈昭和39年〉10月20日 - ）は、日本の女優。
栃木県栃木市出身。研音所属。夫は俳優の唐沢寿明。

## 来歴
栃木市立栃木西中学校、栃木県立栃木女子高等学校を経て、青山学院女子短期大学家政学科卒業。短大在学中に声をかけられ、女性ファッション雑誌『ViVi』のモデルとして活動を開始した。1986年、東レキャンペーンガールでデビュー。
23歳となり、NHK連続テレビ小説のヒロインオーディションに合格し、1988年度後期放送の『純ちゃんの応援歌』のヒロイン・小野純子役で女優デビュー。この作品で義弟役だった唐沢寿明とは、この共演がきっかけで後に結婚する。
1990年には、(シリーズモノは別として）火曜サスペンス劇場枠の2時間ドラマに異例とも言える3作品に主演した。ほどなくして連続ドラマでは、日本テレビやTBS、フジテレビなど数々のトレンディードラマのヒロイン級の役柄を担当し、一躍スターダムにのし上がる。これら1990年代の山口の全盛期の出演ドラマは、同世代の女性達から支持を集め、いずれも高い視聴率が取れたため「連ドラクイーン」や「高視聴率の女王」とも呼ばれた。
1995年に唐沢寿明と結婚してからは女優業を徐々に縮小し、CMを中心に仕事をシフトしている。1996年の『ロングバケーション』(以下『ロンバケ』)の出演を境に女優業から一旦遠ざかり、当面の間は主婦業に注力した。ただし「1年の半分ぐらいは、目標にしていた旅行に費やした」と後年に明かしている。
2008年から2010年3月まで中目黒の川沿いに「燕子花」（かきつばた）という西洋/東洋の伝統工芸雑貨のセレクトショップをオーナー経営していた。
2012年の『ゴーイング マイ ホーム』で『ロンバケ』以来16年ぶりに連続ドラマに出演、2015年には『ロンバケ』以来19年ぶりの連続ドラマのラブストーリーとなる『心がポキッとね』に出演。また、2018年の『BG〜身辺警護人〜』では、木村拓哉と『ロンバケ』以来22年ぶりとなる再共演を果たし、話題を呼んだ。
2019年には同年度前期放送のNHK連続テレビ小説『なつぞら』で『純ちゃんの応援歌』以来31年ぶりに朝ドラに出演。また、7月期放送の『監察医 朝顔』で『ロングバケーション』以来23年ぶりにフジテレビ月9ドラマへ出演した。

### 「LISTEN.」プロジェクト
2010年には世界中を旅して出会った多様な民族音楽と文化を収録する映像シリーズ『LISTEN.』のプロデュースを開始し、自身のライフワークとしている。

## 人物

### 子供時代
実家は栃木市倭町内にかつて存在した創業120年の老舗旅館の「ホテル鯉保（こいやす）」で、業績不振と実父の死去に伴う後継者難により2005年8月31日で廃業した。俳人・松尾芭蕉を経済的にも支援した門弟・杉山杉風の子孫にあたる。
一人娘で家業を継ぎ女将となることが期待され、幼少期より「将来は家業の旅館を継いで女将に」と言われ続けた。小学生の頃から週末に宴会の配膳を手伝い始めた。当時は家業を継ぐことが宿命と思っていたが、色々と我慢することも多かった。このため中学生頃から、「家族の期待に応えたい」一方で「本当にそれが自分の望む道なのか」と葛藤を抱えて育つ。旅館を一人で切り盛りする祖母の苦労を目にして家業のために自身を犠牲にする祖母の生き方に疑問を抱き、家や宿命に縛られることなく後悔しない人生を自身で選びたいと実家を離れた。
生まれた頃は両親と妹と祖母と暮らしていたが、小学3年生の時に親が離婚したことで母と妹は他所へ転居した。以降、祖母が女将をする老舗旅館で、父と祖母との生活が始まった。ちなみに山口によると、父はフラフラと自由に生きるタイプで気ままな性格だったため、商売向きではなかったとのこと。
子供の頃はテレビっ子だった。特に紀行番組『兼高かおる世界の旅』（TBS系）の大ファンで、当時から海外に憧れて「いつか自分も世界へ行きたい」と思っていた。小学生の頃は、当時人気だった歌手の山本リンダに憧れていた。
学生時代に陸上部に所属し、中距離走の800mを担当していた。陸上部に入ったきっかけは、「顔面で風を受けるのが気持ちいいから」。中学校時代には生徒会会長を務めた。
短大時代は広告研究会に所属した。また、当時からモデル業を始めたが、本人は「卒業後は、結局故郷に帰って見合い結婚して女将を継ぐのかも」とも思っていたため、この頃に見合い写真を撮っている。

### 短大進学と芸能界入り
高校進学後自分の将来を考えた所、現場での修業を重視し大学受験は不要と考える親に対し、推薦入学での進学という方法を見出した。「2年たったら帰ってくるから」と親を説得して東京の短期大学に進学。以後、代官山にあった短大の女子学生寮での生活しながら、家業の旅館を継ぐ以外の可能性を模索した。
後日スカウトされてモデルの仕事を始めると、家族には「モデルは社会勉強のため、一時的にやるだけだから」と誤魔化した。しかし短大卒業後も東京でモデルの仕事を続け、1987年からスタートしたアサヒビールのキャンペーンガールにも就任（当時はボックスコーポレーションに所属）。同時期にコマーシャル・モデルの仕事もしており、東急イングループのパンフレット（総合案内、結婚式用）のモデルも務めた。
その後所属事務所に届いた、NHK連続テレビ小説『純ちゃんの応援歌』のヒロインオーディションの案内をたまたま目にする。ダメ元で応募した所、芝居未経験ながら見事ヒロインに選ばれ、「このチャンスを生かして自分の道を切り開こう」と全力で撮影に臨んだ。同作の放送を見た祖母から次第に演技の道を認められたことで、以降女優を続けることを許された。
以前から朝ドラの大ファンだった祖母は、『純ちゃんの応援歌』の撮影期間のある日撮影現場を見学し、笑福亭鶴瓶たち出演者と一緒に写真を撮った。後日大きく引き伸ばしたこの写真を実家の旅館に貼ったところ、集客に一役買ったという。

### 結婚
1988年の『純ちゃんの応援歌』での共演で知り合った唐沢寿明と、1992年2月に発生した宅配便配達を装った男性の自宅への侵入事件をきっかけに交際が発覚した。その後1995年12月に結婚したが「気持ちさえあれば」と、新婚旅行も結婚式も指輪交換も行わなかった。特殊な家庭環境で育ったことから血縁を信用しておらず、「『親』というものになりたくない」と「子供のいる人生じゃない人生」を選択し、子供はもうけていない。
結婚後も女優業を続けていたが、目標を持たぬまま芸能界の仕事に取り組むうちに30歳を迎えたため、自分が何に関心があるのかを見つめ直した。これにより「自分が納得することをしてみたい」との思いから一時主婦業に専念することとなった。これに伴い、昔からの夢である「海外を旅してもっと世界を知りたい」という思いが湧き起こったことが、その後「LISTEN.」の活動を始めるきっかけとなった。
結婚して間もない頃は、唐沢と行動が正反対なことが多く、ついムッとしてしまうことが結構あった。しかしその後歳を重ねたことで、徐々に夫との行動の違いを楽しめるようになったという。唐沢について「彼は性格上、普段から口調は素っ気ないけど、唐沢さんには本当に感謝しています。私のような“野生動物”をいい塩梅で放し飼いにしてくれている。広い大地のような人です」と語っている。

### フラメンコへの情熱
フラメンコに20代から数年にわたり取り組んでいたがある日大嫌いになって学ぶのを辞めた、それから15年のブランクを経て、本場であるスペインのアンダルシアの旅先で目にした日常生活の中で何気なく踊られる踊り手の人生が投影されたフラメンコに触発されて、2017年より再び練習を再開した。
2022年現在は「命をかけてフラメンコを学んでいる最中」と語っており、自宅の床はフラメンコ仕様に改造。靴音が響かない仕様にしているが、それにもかかわらず、不規則な音のリズムが家中に響き渡ると唐沢が明かしている。
元ダンサー役を演じるNHK連続テレビ小説『なつぞら』では、劇中でフラメンコのエッセンスを生かしたダンスを披露した。

### その他
「人としてどう存在するべきか」ということを人生のテーマにしている。
舞台経験があるかは不明だが、本人は「舞台は向いていない」としており苦手である。
先述の通り子供の頃から海外に憧れていたため、「LISTEN.」などの活動で色々な国に行けるようになったことについて、「世界を巡れるなんて夢のよう。とても嬉しい。ただ、家を空けることが多いため、唐沢さんからは内心呆れられているかも(笑)」と語っている。

## 出演

### テレビドラマ
※主演は太字。
- 連続テレビ小説（NHK総合）
  - 純ちゃんの応援歌（1988年10月3日 - 1989年4月1日）：小野純子 役
  - なつぞら（2019年4月1日 - 9月28日）：岸川亜矢美 役
- 同・級・生（1989年7月3日 - 9月25日、フジテレビ）：沢口優子 役
- 過ぎし日のセレナーデ（1989年10月19日 - 1990年3月22日、フジテレビ、木曜劇場）：海棠千晶 役
- 咲くや花嫁（1990年1月2日、NHK総合）
- キスの温度〜一番近い他人（1990年5月9日、日本テレビ）
- 魔術はささやく（1990年4月3日、日本テレビ、火曜サスペンス劇場、NTV映像センター） - 高木和子 役
- 普通の結婚式（1990年4月6日、TBS）
- 殺しのインターチェンジ（1990年5月14日、関西テレビ）
- 六月の花嫁シリーズ「新婚」（1990年6月26日、日本テレビ、火曜サスペンス劇場、KANOX）：橋本安子 役
- 女動物医事件簿1 耳を噛む犬（1990年7月17日、日本テレビ、火曜サスペンス劇場、東映）：栃尾彩子 役
  - 女動物医事件簿2 炎を吐いた猫（1991年3月12日）
  - 女動物医事件簿3 人見知りする犬（1991年12月17日）
- おっと、あぶない！（1990年8月23日、読売テレビ）
  - おっと、あぶない！2（1991年1月16日）
  - おっと、あぶない！外伝（1993年2月18日）
- 車椅子ごと抱きしめたい（1990年8月25日、日本テレビ、24時間テレビ障害者福祉キャンペーンドラマ）
- 犬笛 愛犬が暴く完全犯罪! （1990年10月9日、テレビ朝日、火曜ミステリー劇場）：篠原祥子 役
- 隠し絵の女（1990年10月30日、日本テレビ、火曜サスペンス劇場）
- 妹の旅（1991年2月10日、TBS）
- プサマカシ 若き助産婦のアフリカ熱中記（1991年2月19日、日本テレビ、カネボウヒューマンスペシャル）
- どんでん夫婦（1991年3月21日、読売テレビ、木曜ゴールデンドラマ）
- もう誰も愛さない（1991年4月11日 - 6月27日、フジテレビ）：田代美幸 役
- 五月の風（1991年5月22日、日本テレビ）
- 結婚したい男たち（1991年7月5日 - 9月20日、TBS、金曜ドラマ）：鳥居忍 役
- 愛は仁義（1992年4月9日、読売テレビ、ドラマシティ）
- 六畳一間一家六人（1992年4月17日 - 6月26日、NHK総合）
- 子供が寝たあとで（1992年4月18日 - 6月27日、日本テレビ、土曜グランド劇場）：伊藤すみれ 役
- ジャック・アンド・ベティ物語（1992年8月10日 - 17日、TBS、月曜ドラマスペシャル）
- いとこ同志（1992年10月14日 - 12月23日、日本テレビ）：川島笑子 役
- 天国に一番近いママ（1993年4月6日、日本テレビ）
- ダブル・キッチン（1993年4月16日 - 6月25日、TBS）：花岡都 役
  - ダブル・キッチンお正月スペシャル 花岡家ハワイに行く 壮絶バトル!ハワイ産玉のれんと鼓初登場（1994年1月2日）
- スウィート・ホーム（1994年1月9日 - 3月27日、TBS、東芝日曜劇場）：井上若葉 役
- 29歳のクリスマス（1994年10月20日 - 12月22日、フジテレビ、木曜劇場）：矢吹典子 役
- 王様のレストラン（1995年4月19日 - 7月5日、フジテレビ）：磯野しずか 役
- 古畑任三郎スペシャル第24回「しばしのお別れ」（1996年3月27日、フジテレビ）：二葉鳳翆 役
  - 古畑任三郎スペシャル第25回「消えた古畑任三郎」（1996年4月9日）
- ロングバケーション（1996年4月15日 - 6月24日、フジテレビ）：葉山南 役
- 向田邦子の恋文（2004年1月2日、TBS）：向田邦子 役
- ゴーイング マイ ホーム（2012年10月9日 - 12月18日、関西テレビ）：坪井沙江 役
- LEADERS リーダーズ（2014年3月22日・23日、TBS、ドラマ特別企画）：愛知晴子 役
- 心がポキッとね（2015年4月8日 - 6月10日、フジテレビ）：鴨田静 役
- ハロー張りネズミ（2017年7月14日 - 9月15日、TBS）：風かほる 役
- BG〜身辺警護人〜（2018年2月22日 - 3月1日、テレビ朝日）：小田切仁美 役[26]
- 監察医 朝顔（2019年7月8日 - 9月23日、フジテレビ）：夏目茶子 役[11]
  - 監察医 朝顔『特別編』（2019年9月30日）
  - 監察医 朝顔（第2シーズン）（2020年11月2日 - 2021年3月22日）
  - 監察医 朝顔2025新春スペシャル（2025年1月3日）[27]
- 正義の天秤（2021年9月25日 - 10月23日、NHK総合）：冨野静子 役
  - 正義の天秤 season2（2023年5月6日 - 6月3日、NHK総合）[28][29]
- ペンション・恋は桃色 Season2（2024年、FOD・フジテレビ）：ヒカリ 役

### 教養・ドキュメンタリー
- Letters 彼女の旅の物語（2001-2003年、パーフェクト・チョイス）
- BS日テレ開局5周年特別企画 山口智子の旅シリーズ 第1弾：ゴッホへの旅「私は、日本人の眼を持ちたい」（2005年11月12日、BS日テレ）：出演・構成・ナレーション
- 山口智子の旅シリーズ 第2弾：北斎とドガ「生きること、仕事をすること」（2006年9月29日、BS日テレ）
- エルミタージュと私〜山口智子 名画を語る〜（2006年10月19-22日、日本テレビ）
- 史上最大の女帝エカテリーナ 愛のエルミタージュ物語（2006年10月23日、日本テレビ）
- 山口智子 手わざの細道（2007年4月1日、テレビ東京）：企画・出演・プロデュース
- 山口智子 手わざの細道2 うるしの国のもの語り（2007年9月23日、テレビ東京）：企画・出演・プロデュース
- BS日テレ開局7周年特別番組 山口智子の旅：ロダンの浮世絵「人間、花の中の花!」（2007年、BS日テレ）
- 趣味悠々-茶の湯 武者小路千家 初釜を楽しむ-（2008年1月7-28日、NHK教育、全4回）
- 山口智子の音楽遺産（2008年12月29-30日、WOWOW）
- 天才ダ・ヴィンチ 伝説の巨大壁画発見!（2008年、日本テレビ）
- メンデルスゾーン生誕200年記念特別番組 「山口智子の時を旅し時を奏でる」!（2009年12月24日、テレビ東京）：企画・取材
- okaeri 山口智子 美の巡礼 第1回「装飾は語る ハンガリー・アール・ヌーヴォーの来た道」(2010年4月24日、BSフジ)
- okaeri 山口智子 美の巡礼 第2回「文様が囁く〜クロアチア 黄金と巨石を運ぶ海の道」(2010年10月30日、BSフジ)
- DaiwaHouse and Tomoko Yamaguchi present  LISTEN1001（2011年-2012年 、BS朝日）：企画・取材
- BS朝日新春スペシャル 「向田邦子が教えてくれること〜山口智子と考える"絆"〜」(2012年1月3日、BS朝日)

### バラエティ
- 11PM（日本テレビ）
- 連想ゲーム（NHK総合）（1989年10月 - 1990年1月に週替わりで出演）
- クイズ世界はSHOW by ショーバイ!!（日本テレビ、1989年6月 - 1990年1月に不定期出演）
- 世界・ふしぎ発見!（TBS、不定期出演）
- 笑っていいとも!（1989年6月26日・1991年4月10日、フジテレビ、テレフォンショッキングのゲスト）
- ごぶごぶ（毎日放送、2024年5月11日 第589回・2024年5月25日 第590回）

### 映画
- 七人のおたく cult seven（1992年、東映）
- 居酒屋ゆうれい（1994年、萩原健一と共演：報知映画賞新人賞）- 里子 役
- undo（1994年、ヘラルド・エース）
- 大失恋。（1995年、東映）- 真由美 役
- 罠 THE TRAP（1996年）
- ビリケン（1996年）- 月乃 役
- スワロウテイル（1996年）
- ライラの冒険 黄金の羅針盤（2008年、日本語吹き替え）- コールター夫人 役
- 春に散る（2023年）- 真田令子 役[30]

#### 劇場アニメ
- Coo 遠い海から来たクー（1993年）- キャシー野崎 役
- 崖の上のポニョ（2008年、東宝）- リサ 役

### ラジオ
- カラーオブライフ（2011年2月19日 - 3月12日、TOKYO FM）
- 山口智子 ベサメムーチョ -Bésame Mucho-（2025年4月5日 - 、BAYFM）

### CM
- トヨタ自動車 カリーナ（1990年・1991年）
- 山崎製パン（1989年- 1993年）
- 富士フイルム Simple Hi8（1993年）
- サントリー ダイナミック「それがあなたのいいところ」篇（1993年・1994年）
- エステー化学 シャルダン（1993年 - 1996年）
- 日産自動車 セフィーロ（1994年 - 1996年）[31]
- 日本アイ・ビー・エム OS/2 Warp（1995年）
- ワールド UNTITLED（アンタイトル）
- 京阪電気鉄道 京阪で近道（1993年 - 1996年）
- 日本テレコム（1996年 - 2000年）[32]
- 味の素 味の素ギフト（1997年 - 1998年）
- 日本交通公社 LOOK JTB（2000年）
- 資生堂コスメニティー アスプリール（2000年 - 2005年）
- ダイドードリンコ Miu（2001年）
- 日本エアシステム バースデー割引（2001年 - 2002年）
- 大王製紙（2001年 - 2003年）
- ファーストリテイリング ボトムス（2002年）
- JT うぶ茶（2002年）
- みずほ銀行 宝くじ スクラッチ（2003年 - 2006年）
- サントリー 新炭濾過・純生（2004年）
- イオン singing AEON（2004年 - 2008年）
- 千趣会 山笑う（2007年）
- P&G h&s（2007年 - 2009年）
- アサヒビール アサヒ オフ（2009年）
- セガ ぷよぷよ7（ニンテンドーDS版）（2009年）
- グリコ乳業 朝食プロバイオティクスヨーグルト（2011年 - 2012年）
- docomo しゃべってコンシェル（2012年）
- サントリー オールフリー（2013年 - ）
- タカギ（2015年 - ）
- アサヒビール アサヒもぎたて（2019年 - ）[24][25]
- 加茂繊維 "着る岩盤浴"BSFINE（2024年 - ）[33]
- 旭化成ファーマ STOP ドミノ骨折（2025年6月 - ）[34]

### ミュージックビデオ
- RADWIMPS『TWILIGHT』（2021年）

### Web
- okaeri 山口智子 美の巡礼（2010年04月19日）[35]

## 受賞歴
- 1994年
  - 第19回報知映画賞（『居酒屋ゆうれい』）
    - 新人賞
- 1995年
  - 第18回日本アカデミー賞（『居酒屋ゆうれい』）[36]
    - 優秀主演女優賞

  - 第4回日本映画批評家大賞（『居酒屋ゆうれい』）
    - 女優賞

  - 第5回ザテレビジョンドラマアカデミー賞[37][38]
    - 助演女優賞（『王様のレストラン』）

  - 第5回TV-LIFE年間ドラマ大賞[39]
    - 助演女優賞（『王様のレストラン』）
- 1996年
  - 第9回ザテレビジョンドラマアカデミー賞[40][41]（『ロングバケーション』）
    - 主演女優賞
    - ベストドレッサー賞

  - 第6回TV-LIFE年間ドラマ大賞[42]
    - 主演女優賞（『ロングバージョン』）

## 著書
- 『手紙の行方：チリ』（ロッキンオン）
- 『反省文：ハワイ』（ロッキンオン）
- 『恋文 女帝エカテリーナ二世 発見された千百六十二通の手紙』小野理子との共著（アーティストハウス）
- 『楽しい和ー』（小学館）
- 『名も知らぬ遠き島より』（筑摩書房）
- 『掛けたくなる軸』（朝日新聞）
- 『LISTEN.』（生きのびるブックス）[43]。

## DVD
- 山口智子の旅シリーズ 山口智子 ゴッホへの旅 〜私は、日本人の眼を持ちたい〜（2006年）
- 山口智子の旅シリーズ第2弾 山口智子 北斎とドガ「生きること、仕事をすること」（2007年）

## その他
- 千趣会・伊藤忠商事共同で展開するファッションブランド「山笑う」をプロデュース
- 『イノセンス』：鈴木敏夫が草薙素子役で配役しようとしたが、押井守監督や大塚明夫ら主要キャスト声優などの反対と本人の固辞で幻の出演予定作品となった。